# Хлопчик-мізинчик (фільм, 1958)
Хлопчик-мізинчик (англ. Tom Thumb) — британський музично-фентезійний фільм 1958 року, створений і знятий Джорджем Палом і випущений MGM. Фільм, знятий за мотивами однойменної казки братів Грімм, яка розповідає про крихітного юнака, якому вдається перехитрити двох лиходіїв, що вирішили розбагатіти на ньому.

## Сюжет
Джонатан, бідний, але чесний дроворуб, живе в лісі зі своєю люблячою дружиною Анною. Одного разу, під час рубання дерева, перед Джонатаном з'являється таємнича Лісова Королева і благає його пощадити дерево, оскільки воно є домом для родини птахів. Оскільки продаж деревини є його засобом до існування, Джонатан спочатку не хоче, але після того, як королева продемонструє свої магічні здібності, Джонатан погоджується. На знак подяки королева каже Джонатану, що виконає три бажання Джонатана та його дружини. Джонатан біжить додому, щоб розповісти Енн про неймовірну зустріч.
На жаль, Джонатан і Енн випадково змарнували бажання під час сварки за вечерею. Збираючись спати того вечора, вони дивляться на другу спальню свого котеджу, яка повністю укомплектована іграшками для дитини, яку вони дуже хотіли, але так і не змогли мати. Енн скаржиться на те, що вони раніше змарнували свої чарівні бажання, які вони могли використати, щоб побажати дитину, але Джонатан втішає її тим, що Лісова Королева все ж може проявити до них доброту й виконати ще одне бажання. Енн зауважує, що любила б будь-яку дитину, яку б вони народили, «навіть якби він був не більший за її великий палець».
Пізніше тихий стукіт у двері розбудив їх, і вони побачили перед собою хлопчика розміром із великий палець, який звертався до Джонатана й Енн на «тато» й «мамо». Енн інстинктивно знає, що хлопчика звати Том.
У наступні дні найкращий друг сім'ї Вуді відвозить Тома в місто, де проходить карнавал. Тома підносить повітряна куля на вершину вежі-скарбниці сусіднього замку, де двоє злодіїв, Іван та Антоній, змовляються викрасти золото. Вони розуміють, що завдяки своїм розмірам Том легко зможе прослизнути між ґратами отвору на даху скарбниці та обманом змусили його повірити, що їм потрібне золото для допомоги бідним сиротам. У нагороду за допомогу Іван дає Тому єдиний золотий соверен із викраденої здобичі. Том повертається додому пізно ввечері і бачить, що його батьки засмучені через його зникнення з карнавалу. Пробираючись у вікно, він випадково впускає свій соверен у пиріг, який пекла його мати.
Наступного ранку пограбування було викрито, і охоронці нишпорять околицями в пошуках злодіїв. Підрозділ зупиняється біля котеджу Джонатана, щоб запитати, чи не бачив він або Енн когось підозрілого в цьому районі. Енн пропонує охоронцям трохи торта, і один охоронець відкушує шматочок із сувереном, миттєво впізнаючи його як частину вкраденого скарбу. Джонатана й Енн безпідставно звинувачують у крадіжці, заарештовують і відводять на міську площу, щоб прошмагати.
За допомогою Вуді Том вистежує справжніх злодіїв і, завдяки своїй здатності керувати тваринами, особливо ослами та кіньми, зрештою вдається повернути їх на міську площу разом із їхньою здобиччю, тим самим виправдовуючи своїх батьків. Івана та Антонія арештовують, а золото повертають до скарбниці. Фільм закінчується тим, що Вуді одружується на Лісовій Королеві, з якою він незграбно заводив романи протягом усього фільму і яка перетворилася на смертну завдяки його довгоочікуваному поцілунку.

## У ролях
| Актор            | Роль             |
| ---------------- | ---------------- |
| Расс Темблін     | Хлопчик-мізинчик |
| Алан Янг         | Вуді             |
| Террі-Томас      | Іван             |
| Пітер Селлерс    | Антоній          |
| Джун Торберн     | Лісова Королева  |
| Бернард Майлс    | Джонатан         |
| Джессі Метьюс    | Енн              |
| Пітер Баттерворт | капельмейстер    |